# کریتیکا کامرا
کریتیکا کامرا (زاده ۲۵ اکتبر ۱۹۸۸) بازیگر تلویزیون هندی است. در سال ۲۰۱۸، او اولین حضور خود در بالیوود را با فیلم میترون انجام داد.
کامرا در باریلی، اوتار پرادش به دنیا آمد و در زادگاهش آشونگار، مادیا پرادش بزرگ شد.

## فیلم‌شناسی

### فیلم‌های
| سال  | عنوان            | نقش            | یادداشت    | مرجع.  |
| ---- | ---------------- | -------------- | ---------- | ------ |
| ۲۰۱۵ | بهترین دوست دختر | سونالی         | فیلم کوتاه | [ ۱۰ ] |
| ۲۰۱۵ | رویاهای خشک      | خودش           | فیلم کوتاه | [ ۱۱ ] |
| ۲۰۱۶ | پیراهن سفید      | وانی           | فیلم کوتاه | [ ۱۲ ] |
| ۲۰۱۸ | میترون           | آونی گاندی     |            | [ ۱۳ ] |
| ۲۰۲۳ | بهید             | ویدی پرابهاکار |            | [ ۱۴ ] |

### تلویزیون
| سال       | عنوان                     | نقش                              | یادداشت‌ها | قاضی   |
| --------- | ------------------------- | -------------------------------- | --------- | ------ |
| ۲۰۰۷–۲۰۰۸ | یهان کی هم سکندر          | آریشیا                           |           | [ ۱۵ ] |
| ۲۰۰۹      | کیتانی موهبت های          | آروهی شرما                       |           | [ ۱۶ ] |
| ۲۰۰۹–۲۰۱۰ | پیار ک باندان             | کجول داس / پرتیکشا               |           | [ ۱۷ ] |
| ۲۰۱۰      | زارا ناخک دیکا ۲          | شرکت کننده                       |           | [ ۱۸ ] |
| ۲۰۱۰      | گنگا کی دیج               | گئتا                             |           | [ ۱۹ ] |
| ۲۰۱۰–۲۰۱۱ | کتانی موهبت Hai 2         | آروهی اهلووالیا                  |           | [ ۲۰ ] |
| ۲۰۱۱–۲۰۱۳ | کُچ توه لوگ کاهنگ          | دکتر نیدی ورما                   |           | [ ۲۱ ] |
| ۲۰۱۲–۲۰۱۳ | V سریال                   | خودش                             | مهمان     | [ ۲۲ ] |
| ۲۰۱۳      | "یک تی نایکا"             | ویرا                             | نقش قسمت  | [ ۲۳ ] |
| ۲۰۱۴      | "جعلک دیخلا جاا" ۷        | شرکت کننده                       | ۱۴م مقام  | [ ۲۴ ] |
| ۲۰۱۵      | MTV Webbed 2              | میزبان                           |           | [ ۲۵ ] |
| ۲۰۱۵      | خبرنگاران                 | آنانیا کاشیاپ                    |           | [ ۲۶ ] |
| ۲۰۱۷      | پرم یا پاییلی - چندرکانتا | شاهزاده چندرکنتا / مهرانی چندرکا |           | [ ۲۷ ] |
| ۲۰۱۹      | کتر کتر کترین             | خودش                             | مهمان     |        |

### سری وب
| سال  | عنوان                       | نقش           | یادداشت | مرجع.  |
| ---- | --------------------------- | ------------- | ------- | ------ |
| ۲۰۱۶ | دوست زون شده                | رئیس شرکت     |         | [ ۲۸ ] |
| ۲۰۱۶ | من تلویزیون نگاه نمی‌کنم     | خودش          |         | [ ۲۹ ] |
| ۲۰۲۱ | تنداو                       | ثنا میر       |         | [ ۳۰ ] |
| ۲۰۲۲ | کاون بانگی شیخرواتی         | کمینی شیخروات |         | [ ۳۱ ] |
| ۲۰۲۲ | ساکت باش                    | دالی دلال     |         | [ ۳۲ ] |
| ۲۰۲۳ | بامبای مری جان              | حبیبه کادری   |         | [ ۳۳ ] |
| ۲۰۲۴ | Gyaarah Gyaarah (مجموعه وب) |               | زی۵     | [ ۳۴ ] |

### نماهنگ
| سال  | عنوان        | خواننده       | مرجع.  |
| ---- | ------------ | ------------- | ------ |
| ۲۰۱۷ | مرا جهان     | گاجندرا ورما  | [ ۳۵ ] |
| ۲۰۱۹ | های پیار کیا | جوبین ناوتیال |        |